# Anastrangalia hirayamai
Anastrangalia hirayamai is een keversoort uit de familie van de boktorren (Cerambycidae). De wetenschappelijke naam van de soort werd voor het eerst geldig gepubliceerd in 1942 door Matsushita & Tamanuki.